# 加朗西耶尔 (厄尔省)
加朗西耶尔（法語：Garencières，法語發音：[ɡaʁɑ̃sjɛʁ]）是法国厄尔省的一个旧市镇，属于埃夫勒区。2016年，加朗西耶尔与市镇凯西尼合并为新市镇拉巴罗尼。

## 地理
加朗西耶尔（48°57'25"N, 1°15'55"E）面积6.87 平方千米，位于法国诺曼底大区厄尔省，该省份为法国北部内陆省份，北起滨海塞纳省，西接奧恩省和卡爾瓦多斯省，南至厄尔-卢瓦省，东临瓦兹省、瓦兹河谷省和伊夫林省。
与加朗西耶尔接壤的市镇（或旧市镇、城区）包括：圣吕克、勒瓦勒达维德。

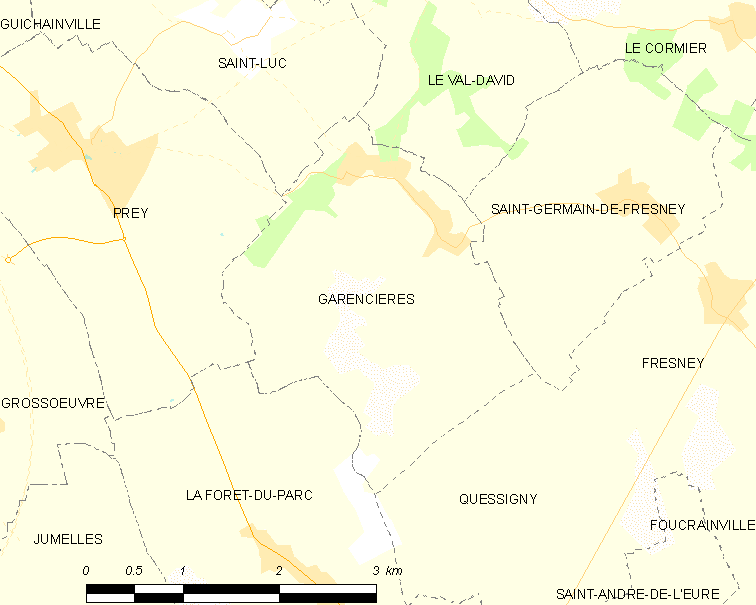
的OSM定位图

加朗西耶尔的时区为UTC+01:00、UTC+02:00（夏令时）。

## 行政
加朗西耶尔的邮政编码为27220，INSEE市镇编码为27277。

## 政治
加朗西耶尔所属的省级选区为圣安德烈德勒尔县。

## 人口

1962-2008年间人口变化图示

加朗西耶尔于2018年1月1日时的人口数量为594人。